# Most kolejowy w Zgorzelcu
Most kolejowy w Zgorzelcu – graniczny most kolejowy na rzece Nysie Łużyckiej, łączący polski Zgorzelec i niemiecki Görlitz, wybudowany w roku 1847.

## Opis mostu
Jest to łukowy most kamienny o 448 lub 475 m długości i 35 przęsłach, składających się z 6 sekcji. Jest jednym z czterech najdłuższych mostów kamiennych w Polsce i najdłuższym mostem kamiennym w Niemczech. Do budowy wykorzystano granit miejscowy. Wygląd mostu nawiązuje do rzymskich mostów kamiennych. Most w Zgorzelcu, obok wiaduktu kolejowego w Bolesławcu, należy do najcenniejszych zabytków architektury i sztuki inżynierskiej z początkowego okresu budowy kolei.

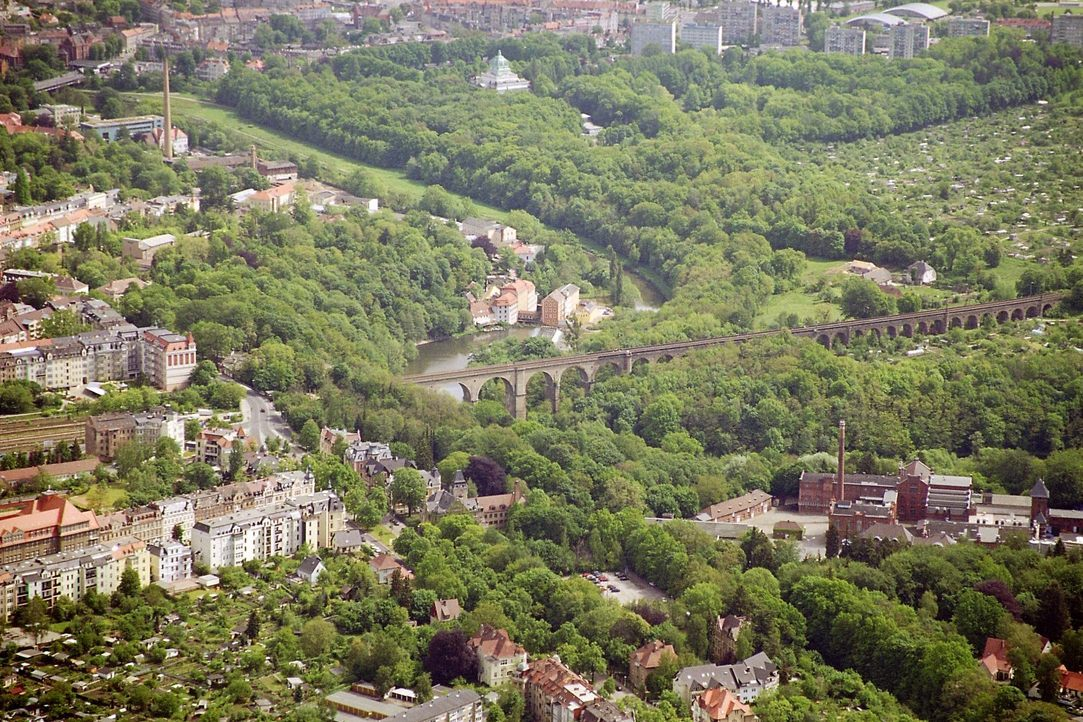
Zdjęcie lotnicze mostu. Zgorzelec po prawej, Görlitz po lewej.

## Historia
Most powstał w rekordowym czasie ok. 3 lat. Umowę z wykonawcą robót murarskich zawarto 6 września i 1 sierpnia 1842. Budowę rozpoczęto w maju 1844 roku, po ustąpieniu wiosennej powodzi, od budowy tymczasowego mostu drewnianego, służącego za dojazd do budowy. Po rozpoznaniu geologicznym podłoża zdecydowano, że filary rzeczne nr 2, 3, 4 i 5 zostaną zbudowane na palach (otoczone podwójnymi ściankami szczelnymi, między które zostaną wbite pale), filary nr 1 i 6-10 na wszystkie na zwykłym fundamencie, sięgającym litej skały, zaś pozostałe na fundamencie opartym na pokładach żwiru. W czerwcu rozpoczęto fundamentowanie filarów lądowych, zaś 5 lipca wbito pierwszy pal fundamentowy w dno rzeki. O ile budowa filarów lądowych postępowała zgodnie z planem, to w przypadku filarów rzecznych nastąpiły trudności i ze względu na konieczność ukończenia prac przed zimą kafary pracowały przez całą dobę. W październiku zbudowano pierwszy łuk po prawej stronie rzeki, a na początku względnie w połowie listopada przerwano budowę ze względu na warunki atmosferyczne. Fundamenty rzeczne nadal nie były gotowe, zatem zabezpieczono je tymczasowo.
Ostre mrozy (sięgające -20 °C) i opady śniegu w początku roku 1845 spowodowały powstanie grubej skorupy lodowej na Nysie. Wobec zbliżających się roztopów budowniczowie zdecydowali się na wysadzenie pokrywy lodowej przy użyciu dwóch funtów prochu strzelniczego, aby uniknąć uszkodzenia rozpoczętych filarów. Po nagłym wzroście temperatury rankiem 28 marca 1845 (między godziną 5 i 9) kra spłynęła, a szybko przybierające wody wymusiły rozbiórkę mostu tymczasowego, a w dniu następnym zniszczyły część budowanych ścian. Budowę wznowiono 7 kwietnia. Ponieważ w dnie rzeki powstała wyrwa po zniszczonych fundamentach, zdecydowano się na przeprojektowanie podpór nr 1-3 od lewej strony rzeki, zastępując planowane pierwotnie cztery przęsła trzema szerszymi. Spowodowało to poważne opóźnienia w budowie filara nr 3. Do 28 listopada uszczelniono ostatecznie ściankę otaczającą jego fundament, a do grudnia wymurowano filar do poziomu 6 stóp poniżej lustra wody. Ponieważ chciano uniknąć ponownego zniszczenia budowy przez roztopy, zdecydowano się jej na kontynuowanie w okresie zimowym – podwyższono ścianki i nakryto je dachem, tak że powstało ogrzewane pomieszczenie, chroniące murarzy przed mrozem. Tymczasem filary lądowe, nie licząc nr 6, były już gotowe, łuki pierwszej grupy ukończono we wrześniu, a drugiej w październiku 1845.
Zima 1845/1846 była stosunkowo łagodna. Odwilż nastąpiła już 26 stycznia 1846, mimo większego niż rok wcześniej spiętrzenia wody nie powodując żadnych szkód, ponownie jednak trzeba było rozebrać most tymczasowy. Ze względu na dotychczasowe opóźnienia nie zdołano dotrzymać przewidzianego umową z wykonawcą na 1 września 1846 terminu przekazania mostu; najpóźniejszym możliwym terminem był 24 lipca 1847, przewidziane w umowie z Królestwem Saksonii otwarcie kolei. Wykonawca tłumaczył, że przesunięcie filarów i zwiększenie prześwitu łuków spowodowało znacznie skomplikowanie prac i wyższe koszty. Wynegocjowany aneks do umowy w wysokości 4000 talarów zawierał datę 1 lipca 1847. Długa zima spowodowała przeciągnięcie się robót wykończeniowych, podłoże torowiska ukończono w lipcu 1847, a 26 sierpnia przejechała po moście pierwsza lokomotywa. Do codziennego użytku włączono most 1 września 1847. Przy wjeździe na most zamocowano dwie tablice – jedną upamiętniającą króla Fryderyka Wilhelma IV, zaś drugą budowniczych mostu: dyrektora budowlanego Henza, wydziałowego mistrza budowlanego Weishaupta, mistrza budowy stacji Fischera oraz projektanta mostu, mistrza murarskiego Gustava Kießlera.
7 maja 1945 r. wojska niemieckie wysadziły fragment mostu. Odbudowano go w 1954 r.
Na moście znajdowało się polsko-niemieckie kolejowe przejście graniczne Zgorzelec-Görlitz. Obiekt stanowi fragment paneuropejskiej linii kolejowej E 30.

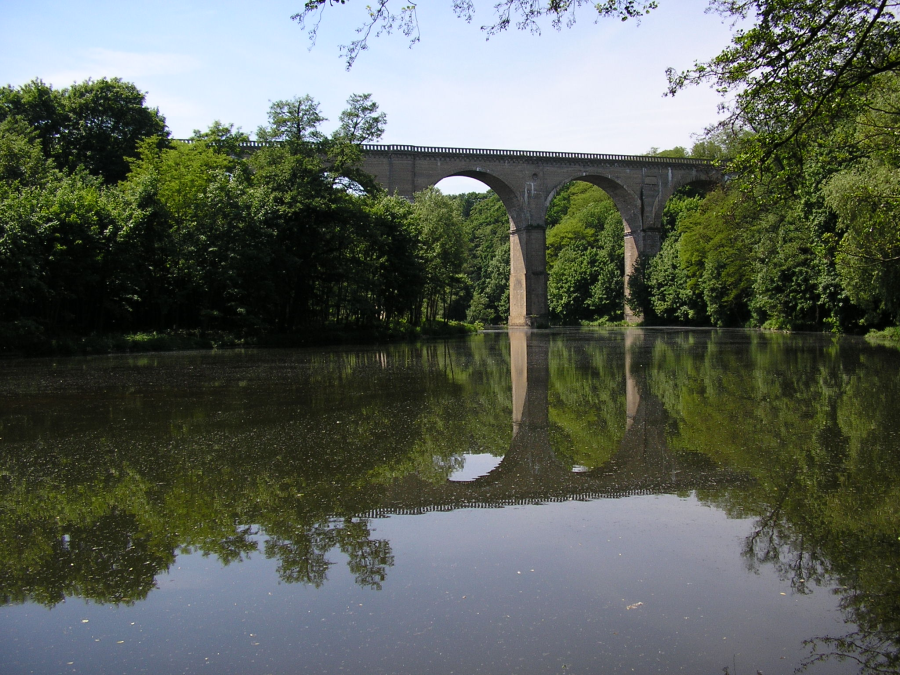
Kamienny most graniczny na Nysie Łużyckiej w Zgorzelcu

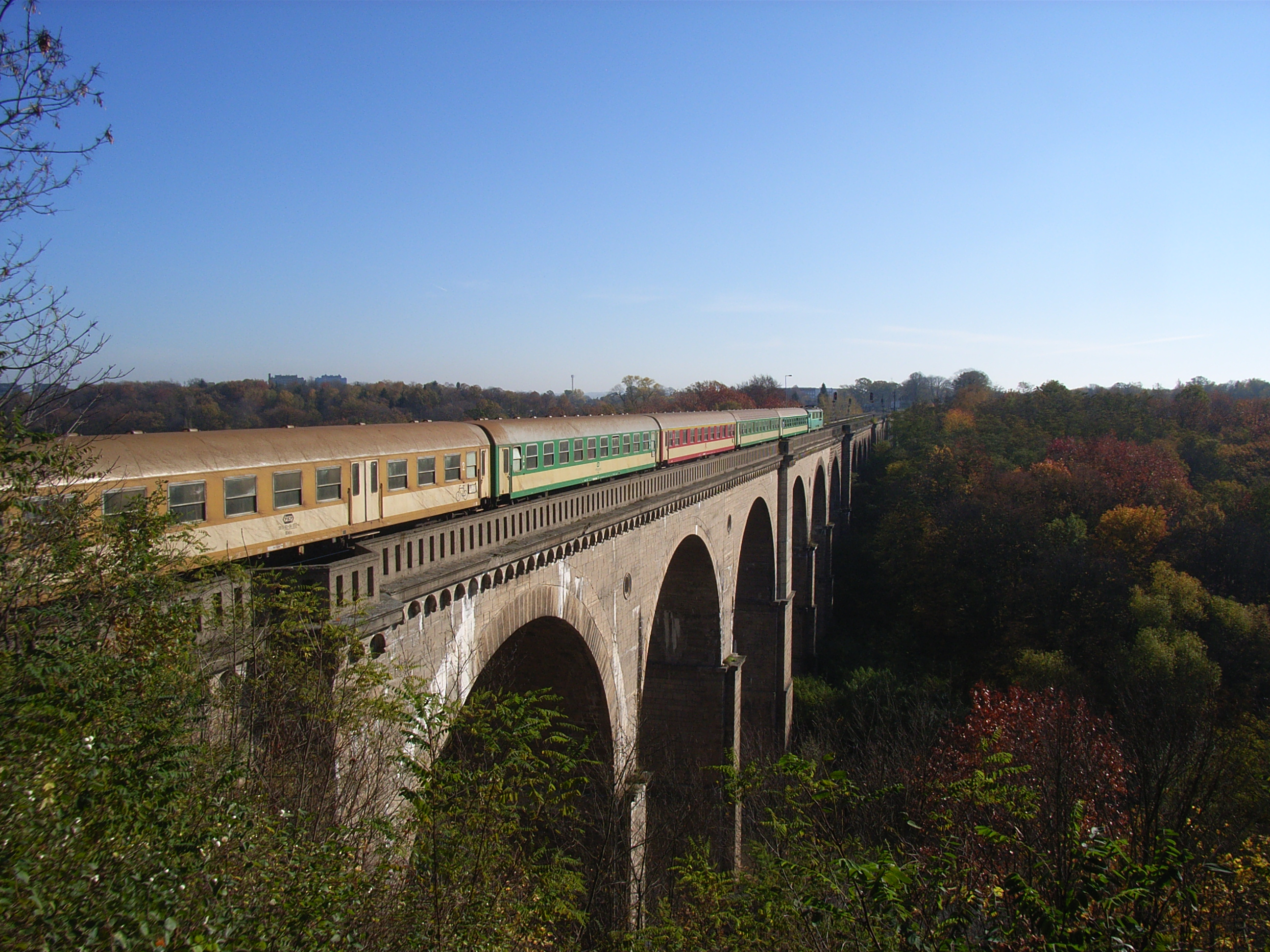
Pociąg PKP na moście kolejowym Zgorzelec – Görlitz